# Natsumi Hoshi
Natsumi Hoshi (em japonês:  星 奈津美, Hoshi Natsumi; Saitama, 21 de agosto de 1990) é uma nadadora japonesa, medalhista olímpica.
Nos Jogos Olímpicos de Pequim 2008 ficou em décimo lugar nos 200 metros borboleta. Em Londres 2012, ficou em 23º lugar nos 100 metros borboleta, e se classificou para a final dos 200 metros borboleta, onde conquistou a medalha de bronze. Repetiu a medalha de bronze nessa mesma prova nos Jogos Olímpicos de 2016.